# Bulgária az 1964. évi nyári olimpiai játékokon
Bulgária a japán Tokióban megrendezett 1964. évi nyári olimpiai játékok egyik részt vevő nemzete volt. Az országot az olimpián 9 sportágban 63 sportoló képviselte, akik összesen 10 érmet szereztek.

## Érmesek
| Érem  | Versenyző           | Sportág       | Versenyszám          |
| ----- | ------------------- | ------------- | -------------------- |
| Arany | Bojan Radev         | Birkózás      | Kötöttfogás, 97 kg   |
| Arany | Enyu Valcsev        | Birkózás      | Szabadfogás, 70 kg   |
| Arany | Prodan Gardzsev     | Birkózás      | Szabadfogás, 87 kg   |
| Ezüst | Angel Kerezov       | Birkózás      | Kötöttfogás, 52 kg   |
| Ezüst | Kiril Petkov        | Birkózás      | Kötöttfogás, 78 kg   |
| Ezüst | Sztancso Ivanov     | Birkózás      | Szabadfogás, 63 kg   |
| Ezüst | Ljutvi Ahmedov      | Birkózás      | Szabadfogás, +97 kg  |
| Ezüst | Velicsko Velicskov  | Sportlövészet | Sportpuska összetett |
| Bronz | Szaid Musztafov     | Birkózás      | Szabadfogás, 97 kg   |
| Bronz | Alekszandar Nikolov | Ökölvívás     | Félnehézsúly         |

## Atlétika
Férfi
| Versenyző           | Versenyszám | Selejtező                | Selejtező                | Döntő    | Döntő    |
| Versenyző           | Versenyszám | Eredmény                 | Helyezés                 | Eredmény | Helyezés |
| ------------------- | ----------- | ------------------------ | ------------------------ | -------- | -------- |
| Evgeni Jordanov     | Magasugrás  | 206 cm                   | 12.                      | 206 cm   | 12.      |
| Dimitar Hlebarov    | Rúdugrás    | érvényes kísérlet nélkül | érvényes kísérlet nélkül | kiesett  | kiesett  |
| Rajcso Conev        | Távolugrás  | 733 cm                   | 17.                      | kiesett  | kiesett  |
| Ljuben Gurgusinov   | Hármasugrás | 14,75 m                  | 27.                      | kiesett  | kiesett  |
| Georgi Sztojkovszki | Hármasugrás | 16,21 m                  | 4.                       | 16,10 m  | 7.       |

Női
| Versenyző         | Versenyszám | Előfutam | Előfutam | Előfutam | Elődöntő | Elődöntő | Elődöntő | Döntő   | Döntő    |
| Versenyző         | Versenyszám | Idő      | Hely.    | Össz.    | Idő      | Hely.    | Össz.    | Idő     | Helyezés |
| ----------------- | ----------- | -------- | -------- | -------- | -------- | -------- | -------- | ------- | -------- |
| Sznezsana Kerkova | 80 m gát    | 11,50    | 4.       | 22.      | 11,41    | 8.       | 16.      | kiesett | kiesett  |

| Versenyző            | Versenyszám   | Selejtező | Selejtező | Döntő    | Döntő    |
| Versenyző            | Versenyszám   | Eredmény  | Helyezés  | Eredmény | Helyezés |
| -------------------- | ------------- | --------- | --------- | -------- | -------- |
| Diana Jorgova        | Távolugrás    | 611 cm    | 11.       | 624 cm   | 6.       |
| Ivanka Hrisztova     | Súlylökés     | 15,24 m   | 10.       | 15,69 m  | 10.      |
| Virzsinija Mihajlova | Diszkoszvetés | 54,94 m   | 1.        | 56,70 m  | 4.       |

## Birkózás
Kötöttfogású
| Versenyző          | Versenyszám | 1. forduló                              | 2. forduló                                 | 3. forduló                                | 4. forduló                      | 5. forduló                     | Döntő                                                                                      | Helyezés    |
| Versenyző          | Versenyszám | Ellenfél Eredmény                       | Ellenfél Eredmény                          | Ellenfél Eredmény                         | Ellenfél Eredmény               | Ellenfél Eredmény              | Ellenfél Eredmény                                                                          | Helyezés    |
| ------------------ | ----------- | --------------------------------------- | ------------------------------------------ | ----------------------------------------- | ------------------------------- | ------------------------------ | ------------------------------------------------------------------------------------------ | ----------- |
| Angel Kerezov      | 52 kg       | Malwa Singh (IND) · 2-2                 | Jørgen Jensen (DEN) · 1-3                  | erőnyerő                                  | John Wilson (USA) · 1-3         |                                | 1. mérkőzés · Dumitru Pîrvulescu (ROU) · 1-3 · 3. mérkőzés · Hanahara Cutomu (JPN) · 3-1   |             |
| Cvjatko Paskulev   | 57 kg       | Kamel Ali El-Sayed (RAU) · 1-3          | erőnyerő                                   | Andrew Fitch (USA) · 2-2                  | Icsigucsi Maszamicu (JPN) · 3-1 | kiesett                        | kiesett                                                                                    | 5.          |
| Dinko Petrov       | 63 kg       | Lothar Schneider (EUA) · 2-2            | Kyösti Lehtonen (FIN) · 2-2                | Branislav Martinović (YUG) · visszalépett | kiesett                         | kiesett                        | kiesett                                                                                    | helyezetlen |
| Ivan Ivanov        | 70 kg       | erőnyerő                                | James Burke (USA) · 1-3                    | Eero Tapio (FIN) · 3-1                    | Kazım Ayvaz (TUR) · 3-1         | kiesett                        | kiesett                                                                                    | helyezetlen |
| Kiril Petkov       | 78 kg       | Ion Ţăranu (ROU) · 3-1                  | Job Mayo (PHI) · kétvállas                 | Anatolij Koleszov (URS) · 2-2             | Matti Laakso (FIN) · kétvállas  | Bolesław Dubicki (POL) · 2-2   | 2. mérkőzés · Bertil Nyström (SWE) · 2-2 · Hozott eredmény · Anatolij Koleszov (URS) · 2-2 |             |
| Krali Bimbalov     | 87 kg       | I Gijol (Lee Gi-Yeol) (KOR) · kétvállas | Pentti Punkari (FIN) · 1-3                 | Yavuz Selekman (TUR) · 2-2                | Hollósi Géza (HUN) · 2-2        | Lothar Metz (EUA) · 3-1        | kiesett                                                                                    | 6.          |
| Bojan Radev        | 97 kg       | William Lovell (USA) · kizárták         | Kang Duman (Gang Du-Man) (KOR) · kétvállas | Aimo Mäenpää (FIN) · visszalépett         | Gıyasettin Yılmaz (TUR) · 1-3   | Nicolae Martinescu (ROU) · 1-3 | összesítés alapján                                                                         |             |
| Radoszlav Kaszabov | +97 kg      | Ştefan Stîngu (ROU) · 2-2               | Wilfried Dietrich (EUA) · 3-1              | Ragnar Svensson (SWE) · 3-1               | kiesett                         | kiesett                        | kiesett                                                                                    | helyezetlen |

Szabadfogású
| Versenyző          | Versenyszám | 1. forduló                                          | 2. forduló                          | 3. forduló                        | 4. forduló                       | 5. forduló                           | Döntő                                                                                         | Helyezés    |
| Versenyző          | Versenyszám | Ellenfél Eredmény                                   | Ellenfél Eredmény                   | Ellenfél Eredmény                 | Ellenfél Eredmény                | Ellenfél Eredmény                    | Ellenfél Eredmény                                                                             | Helyezés    |
| ------------------ | ----------- | --------------------------------------------------- | ----------------------------------- | --------------------------------- | -------------------------------- | ------------------------------------ | --------------------------------------------------------------------------------------------- | ----------- |
| Sztojko Malov      | 52 kg       | Gray Simons (USA) · 3-1                             | Gheorghe Ţapalagă (ROU) · kétvállas | Muhammad Niaz-Din (PAK) · 3-1     | kiesett                          | kiesett                              | kiesett                                                                                       | helyezetlen |
| Mladen Georgiev    | 57 kg       | Abdullah Khodabandeh (IRI) · 2-2                    | Hüseyin Akbaş (TUR) · 2-2           | David Auble (USA) · 3-1           | kiesett                          | kiesett                              | kiesett                                                                                       | helyezetlen |
| Sztancso Ivanov    | 63 kg       | Albert Aspen (GBR) · kétvállas                      | Muhammad Akhtar (PAK) · 1-3         | erőnyerő                          | Mohammad Ebrahimi (AFG) · 1-3    | Vatanabe Oszamu (JPN) · 3-1          | 1. mérkőzés · Nodar Hohasvili (URS) · 2-2 · Hozott eredmény · Vatanabe Oszamu (JPN) · 3-1     |             |
| Enyu Valcsev       | 70 kg       | Tham Kook Chin (MAS) · kétvállas                    | Udey Chand (IND) · kétvállas        | Arto Savolainen (FIN) · kétvállas | Zarbeg Beriashvili (URS) · 3-1   | Abdollah Movahed (IRI) · 2-2         | 1. mérkőzés · Klaus Rost (EUA) · 1-3                                                          |             |
| Petko Dermendzsiev | 78 kg       | Cshö Bjongszop (Choi Byeong-Seop) (KOR) · kétvállas | Bajkó Károly (HUN) · 1-3            | Muhammad Afzal (PAK) · 3-1        | Gaetano De Vescovi (ITA) · 1-3   | Mohammad Ali Szanatkaran (IRI) · 3-1 | kiesett                                                                                       | 4.          |
| Prodan Gardzsev    | 87 kg       | Sota Lomidze (URS) · 2-2                            | Jit Singh (IND) · kétvállas         | erőnyerő                          | Günther Bauch (EUA) · kétvállas  | Mansour Mahdizadeh (IRI) · 3-1       | 1. mérkőzés · Hasan Güngör (TUR) · 2-2                                                        |             |
| Szaid Musztafov    | 97 kg       | Ahmet Ayık (TUR) · 2-2                              | Sión Cóhen (PAN) · kétvállas        | Hugh Williams (AUS) · kétvállas   | Heinz Kiehl (EUA) · 1-3          | Gholamreza Takhti (IRI) · 2-2        | 1. mérkőzés · Alekszandr Medvegy (URS) · kétvállas · Hozott eredmény · Ahmet Ayık (TUR) · 2-2 |             |
| Ljutvi Ahmedov     | +97 kg      | Reznák János (HUN) · 1-3                            | Bohumil Kubát (TCH) · 1-3           | Ştefan Stîngu (ROU) · 1-3         | Denis McNamara (GBR) · kétvállas |                                      | 3. mérkőzés · Alekszandr Ivanyickij (URS) · 2-2                                               |             |

## Kajak-kenu
Férfi
| Versenyző     | Versenyszám       | Előfutam | Előfutam | Vigaszág | Vigaszág | Döntő   | Döntő    |
| Versenyző     | Versenyszám       | Idő      | Hely.    | Idő      | Hely.    | Idő     | Helyezés |
| ------------- | ----------------- | -------- | -------- | -------- | -------- | ------- | -------- |
| Bogdan Ivanov | Kenu egyes 1000 m | 4:48,39  | 3.       | erőnyerő | erőnyerő | 4:44,76 | 6.       |

Női
| Versenyző        | Versenyszám       | Előfutam | Előfutam | Vigaszág | Vigaszág | Döntő   | Döntő    |
| Versenyző        | Versenyszám       | Idő      | Hely.    | Idő      | Hely.    | Idő     | Helyezés |
| ---------------- | ----------------- | -------- | -------- | -------- | -------- | ------- | -------- |
| Nikolina Ruszeva | Kajak egyes 500 m | 2:13,26  | 4.       | 2:15,49  | 4.       | kiesett | kiesett  |

## Kerékpározás

### Pálya-kerékpározás
Időfutam
| Versenyző     | Versenyszám  | Idő     | Helyezés |
| ------------- | ------------ | ------- | -------- |
| Sztefan Kirev | Férfi egyéni | 1:13,06 | 15.      |

## Ökölvívás
| Versenyző           | Versenyszám  | Selejtező                   | 32-es főtábla               | Nyolcaddöntő                 | Negyeddöntő                | Elődöntő                 | Döntő             | Helyezés |
| Versenyző           | Versenyszám  | Ellenfél Eredmény           | Ellenfél Eredmény           | Ellenfél Eredmény            | Ellenfél Eredmény          | Ellenfél Eredmény        | Ellenfél Eredmény | Helyezés |
| ------------------- | ------------ | --------------------------- | --------------------------- | ---------------------------- | -------------------------- | ------------------------ | ----------------- | -------- |
| Sztefan Panajotov   | Légsúly      |                             | Artur Olech (POL) · 2-3     | kiesett                      | kiesett                    | kiesett                  | kiesett           | 17.      |
| Mihail Micev        | Harmatsúly   |                             | Franco Zurlo (ITA) · 2-3    | kiesett                      | kiesett                    | kiesett                  | kiesett           | 17.      |
| Sztojan Pilicsev    | Könnyűsúly   | erőnyerő                    | Hassan Pakandam (IRI) · RSC | Campbell Palmer (CAN) · 5-0  | Józef Grudzień (POL) · 0-5 | kiesett                  | kiesett           | 5.       |
| Petar Darakcsiev    | Kisváltósúly | Vladimír Kučera (TCH) · RSC | kiesett                     | kiesett                      | kiesett                    | kiesett                  | kiesett           | 33.      |
| Alekszandar Nikolov | Félnehézsúly |                             | erőnyerő                    | Bernard Thébault (FRA) · RSC | Sayed Mersal (RAU) · 5-0   | Cosimo Pinto (ITA) · RSC | kiesett           |          |
| Kiril Pandov        | Nehézsúly    |                             |                             | Vasile Mariuţan (ROU) · 0-5  | kiesett                    | kiesett                  | kiesett           | 9.       |

## Röplabda

### Férfi
| Bolgár férfi röplabdacsapat-játékoskeret                                                                  | Bolgár férfi röplabdacsapat-játékoskeret                                                                          |
| --- | --- |
| - Georgi Bojadzsiev - Borisz Gjuderov - Kiril Ivanov - Dimitar Karov - Ivan Kocsev - Georgi Konsztantinov | - Angel Koritarov - Petar Kracsmarov - Petko Pantaleev - Szlavcso Szlavov - Szimeon Szrandev - Lacsezar Sztojanov |

#### Eredmények
Csoportkör
| 1964. október 13. 19:15 | Bulgária (BUL)       | 3 – 0 | Brazília (BRA) |  |
| 1964. október 13. 19:15 | (16–14, 15–10, 15–6) |       |                |  |

| 1964. október 14. 17:15 | Csehszlovákia (TCH)                | 3 – 2 | Bulgária (BUL) |  |
| 1964. október 14. 17:15 | (15–13, 13–15, 15–11, 7–15, 15–11) |       |                |  |

| 1964. október 15. 11:15 | Bulgária (BUL)                   | 2 – 3 | Románia (ROU) |  |
| 1964. október 15. 11:15 | (6–15, 15–11, 15–5, 13–15, 8–15) |       |               |  |

| 1964. október 17. 11:15 | Bulgária (BUL)              | 1 – 3 | Japán (JPN) |  |
| 1964. október 17. 11:15 | (10–15, 15–12, 6–15, 10–15) |       |             |  |

| 1964. október 18. 13:15 | Bulgária (BUL)                   | 3 – 2 | Hollandia (NED) |  |
| 1964. október 18. 13:15 | (15–11, 8–15, 15–8, 14–16, 15–8) |       |                 |  |

| 1964. október 19. 11:15 | Bulgária (BUL)      | 3 – 0 | Egyesült Államok (USA) |  |
| 1964. október 19. 11:15 | (15–9, 15–13, 15–7) |       |                        |  |

| 1964. október 21. 17:15 | Bulgária (BUL)             | 3 – 1 | Dél-Korea (KOR) |  |
| 1964. október 21. 17:15 | (15–4, 12–15, 15–11, 15–9) |       |                 |  |

| 1964. október 22. 17:15 | Bulgária (BUL)       | 0 – 3 | Szovjetunió (URS) |  |
| 1964. október 22. 17:15 | (2–15, 14–16, 13–15) |       |                   |  |

| 1964. október 23. 17:15 | Bulgária (BUL)             | 3 – 1 | Magyarország (HUN) |  |
| 1964. október 23. 17:15 | (15–9, 15–12, 12–15, 15–8) |       |                    |  |

|          |                        |      | Mérkőzések | Mérkőzések | Szettek | Szettek | Szettek | Pontok | Pontok | Pontok |
| Helyezés | Csapat                 | Pont | Gy         | V          | Sz+     | Sz–     | SzA     | P+     | P–     | PA     |
| -------- | ---------------------- | ---- | ---------- | ---------- | ------- | ------- | ------- | ------ | ------ | ------ |
| Arany    | Szovjetunió (URS)      | 17   | 8          | 1          | 25      | 5       | 5,000   | 415    | 279    | 1,487  |
| Ezüst    | Csehszlovákia (TCH)    | 17   | 8          | 1          | 26      | 10      | 2,600   | 486    | 399    | 1,218  |
| Bronz    | Japán (JPN)            | 16   | 7          | 2          | 22      | 12      | 1,833   | 475    | 372    | 1,277  |
| 4.       | Románia (ROU)          | 15   | 6          | 3          | 19      | 15      | 1,267   | 432    | 394    | 1,096  |
| 5.       | Bulgária (BUL)         | 14   | 5          | 4          | 20      | 16      | 1,250   | 464    | 429    | 1,082  |
| 6.       | Magyarország (HUN)     | 13   | 4          | 5          | 18      | 18      | 1,000   | 449    | 466    | 0,964  |
| 7.       | Brazília (BRA)         | 12   | 3          | 6          | 13      | 23      | 0,565   | 410    | 474    | 0,865  |
| 8.       | Hollandia (NED)        | 11   | 2          | 7          | 11      | 24      | 0,458   | 378    | 482    | 0,784  |
| 9.       | Egyesült Államok (USA) | 11   | 2          | 7          | 10      | 23      | 0,435   | 360    | 450    | 0,800  |
| 10.      | Dél-Korea (KOR)        | 9    | 0          | 9          | 9       | 27      | 0,333   | 376    | 500    | 0,752  |

| Csapat         | Helyezés |
| -------------- | -------- |
| Bulgária (BUL) | 5.       |

## Sportlövészet
Férfi
| Versenyző          | Versenyszám           | Pont | Helyezés |
| ------------------ | --------------------- | ---- | -------- |
| Dencso Denev       | Gyorstüzelő pisztoly  | 582  | 18.      |
| Dencso Denev       | Szabadpisztoly        | 543  | 15.      |
| Todor Kozlovszki   | Szabadpisztoly        | 540  | 23.      |
| Marcel Koen        | Sportpuska, fekvő     | 589  | 25.      |
| Marcel Koen        | Sportpuska, összetett | 1130 | 23.      |
| Velicsko Velicskov | Sportpuska, összetett | 1152 |          |
| Velicsko Velicskov | Sportpuska, fekvő     | 592  | 10.      |

## Súlyemelés
| Versenyző        | Versenyszám | Nyomás   | Nyomás   | Szakítás | Szakítás | Lökés    | Lökés    | Összesen | Helyezés |
| Versenyző        | Versenyszám | Eredmény | Helyezés | Eredmény | Helyezés | Eredmény | Helyezés | Összesen | Helyezés |
| ---------------- | ----------- | -------- | -------- | -------- | -------- | -------- | -------- | -------- | -------- |
| Bogomil Petrov   | 67,5 kg     | 125,0    | 6.       | 107,5    | 11.      | 125,0    | 19.      | 357,5    | 15.      |
| Velicsko Konarov | 75 kg       | 130,0    | 5.       | 130,0    | 4.       | 155,0    | 10.      | 415,0    | 8.       |
| Sztancso Pencsev | 82,5 kg     | 135,0    | 10.      | 130,0    | 12.      | 160,0    | 14.      | 425,0    | 11.      |
| Petar Tacsev     | 90 kg       | 145,0    | 6.       | 130,0    | 10.      | 170,0    | 8.       | 445,0    | 8.       |
| Ivan Veszelinov  | +90 kg      | 165,0    | 7.       | 135,0    | 10.      | 190,0    | 4.       | 490,0    | 7.       |

## Torna
Férfi
| Versenyző                                                                                  | Versenyszám      | Selejtező | Selejtező | Döntő    | Döntő    |
| Versenyző                                                                                  | Versenyszám      | Pontszám  | Helyezés  | Pontszám | Helyezés |
| ------------------------------------------------------------------------------------------ | ---------------- | --------- | --------- | -------- | -------- |
| Georgi Adamov                                                                              | Talaj            | 18,45     | 46.       | kiesett  | kiesett  |
| Georgi Adamov                                                                              | Ugrás            | 18,90     | 36.       | kiesett  | kiesett  |
| Georgi Adamov                                                                              | Korlát           | 18,50     | 60.       | kiesett  | kiesett  |
| Georgi Adamov                                                                              | Nyújtó           | 18,75     | 31.       | kiesett  | kiesett  |
| Georgi Adamov                                                                              | Gyűrű            | 18,00     | 60.       | kiesett  | kiesett  |
| Georgi Adamov                                                                              | Lólengés         | 18,15     | 60.       | kiesett  | kiesett  |
| Georgi Adamov                                                                              | Egyéni összetett |           |           | 110,75   | 41.      |
| Todor Bacsvarov                                                                            | Talaj            | 18,00     | 76.       | kiesett  | kiesett  |
| Todor Bacsvarov                                                                            | Ugrás            | 18,70     | 69.       | kiesett  | kiesett  |
| Todor Bacsvarov                                                                            | Korlát           | 18,65     | 45.       | kiesett  | kiesett  |
| Todor Bacsvarov                                                                            | Nyújtó           | 18,35     | 59.       | kiesett  | kiesett  |
| Todor Bacsvarov                                                                            | Gyűrű            | 17,80     | 71.       | kiesett  | kiesett  |
| Todor Bacsvarov                                                                            | Lólengés         | 18,15     | 60.       | kiesett  | kiesett  |
| Todor Bacsvarov                                                                            | Egyéni összetett |           |           | 109,65   | 62.      |
| Velik Kapszazov                                                                            | Talaj            | 17,85     | 84.       | kiesett  | kiesett  |
| Velik Kapszazov                                                                            | Ugrás            | 18,80     | 48.       | kiesett  | kiesett  |
| Velik Kapszazov                                                                            | Korlát           | 18,15     | 83.       | kiesett  | kiesett  |
| Velik Kapszazov                                                                            | Nyújtó           | 18,95     | 18.       | kiesett  | kiesett  |
| Velik Kapszazov                                                                            | Gyűrű            | 19,15     | 8.        | kiesett  | kiesett  |
| Velik Kapszazov                                                                            | Lólengés         | 18,15     | 60.       | kiesett  | kiesett  |
| Velik Kapszazov                                                                            | Egyéni összetett |           |           | 111,05   | 37.*     |
| Ljuben Hrisztov                                                                            | Talaj            | 17,45     | 98.       | kiesett  | kiesett  |
| Ljuben Hrisztov                                                                            | Ugrás            | 18,75     | 54.       | kiesett  | kiesett  |
| Ljuben Hrisztov                                                                            | Korlát           | 17,10     | 112.      | kiesett  | kiesett  |
| Ljuben Hrisztov                                                                            | Nyújtó           | 18,80     | 29.       | kiesett  | kiesett  |
| Ljuben Hrisztov                                                                            | Gyűrű            | 17,75     | 74.       | kiesett  | kiesett  |
| Ljuben Hrisztov                                                                            | Lólengés         | 18,55     | 28.       | kiesett  | kiesett  |
| Ljuben Hrisztov                                                                            | Egyéni összetett |           |           | 108,40   | 79.      |
| Todor Kondev                                                                               | Talaj            | 18,70     | 26.       | kiesett  | kiesett  |
| Todor Kondev                                                                               | Ugrás            | 18,50     | 90.       | kiesett  | kiesett  |
| Todor Kondev                                                                               | Korlát           | 18,40     | 66.       | kiesett  | kiesett  |
| Todor Kondev                                                                               | Nyújtó           | 18,40     | 55.       | kiesett  | kiesett  |
| Todor Kondev                                                                               | Gyűrű            | 17,90     | 65.       | kiesett  | kiesett  |
| Todor Kondev                                                                               | Lólengés         | 18,15     | 60.       | kiesett  | kiesett  |
| Todor Kondev                                                                               | Egyéni összetett |           |           | 110,05   | 55.*     |
| Nikola Prodanov                                                                            | Talaj            | 18,60     | 35.       | kiesett  | kiesett  |
| Nikola Prodanov                                                                            | Ugrás            | 19,25     | 9.        | kiesett  | kiesett  |
| Nikola Prodanov                                                                            | Korlát           | 18,55     | 55.       | kiesett  | kiesett  |
| Nikola Prodanov                                                                            | Nyújtó           | 19,05     | 14.       | kiesett  | kiesett  |
| Nikola Prodanov                                                                            | Gyűrű            | 18,45     | 38.       | kiesett  | kiesett  |
| Nikola Prodanov                                                                            | Lólengés         | 18,40     | 40.       | kiesett  | kiesett  |
| Nikola Prodanov                                                                            | Egyéni összetett |           |           | 112,30   | 23.      |
| Georgi Adamov Todor Bacsvarov Velik Kapszazov Ljuben Hrisztov Todor Kondev Nikola Prodanov | Csapat összetett |           |           | 555,65   | 10.      |

Női
| Versenyző              | Versenyszám      | Selejtező | Selejtező | Döntő    | Döntő    |
| Versenyző              | Versenyszám      | Pontszám  | Helyezés  | Pontszám | Helyezés |
| ---------------------- | ---------------- | --------- | --------- | -------- | -------- |
| Lilijana Alekszandrova | Talaj            | 18,033    | 58.       | kiesett  | kiesett  |
| Lilijana Alekszandrova | Ugrás            | 18,399    | 51.       | kiesett  | kiesett  |
| Lilijana Alekszandrova | Felemás korlát   | 17,666    | 61.       | kiesett  | kiesett  |
| Lilijana Alekszandrova | Gerenda          | 18,266    | 49.       | kiesett  | kiesett  |
| Lilijana Alekszandrova | Egyéni összetett |           |           | 72,364   | 57.      |
| Rajna Grigorova        | Talaj            | 18,133    | 53.       | kiesett  | kiesett  |
| Rajna Grigorova        | Ugrás            | 18,399    | 51.       | kiesett  | kiesett  |
| Rajna Grigorova        | Felemás korlát   | 18,299    | 42.       | kiesett  | kiesett  |
| Rajna Grigorova        | Gerenda          | 18,332    | 47.       | kiesett  | kiesett  |
| Rajna Grigorova        | Egyéni összetett |           |           | 73,163   | 46.      |

* - egy másik versenyzővel azonos eredményt ért el